# The Lady is Willing
The Lady Is Willing è un film del 1934 diretto da Gilbert Miller.
Si tratta dell'unico film diretto da Miller, molto più noto come produttore ed impresario teatrale. La sceneggiatura è tratta da un lavoro teatrale del commediografo francese Louis Verneuil.
Il film ebbe scarso successo, nonostante il cast di alto livello che includeva Leslie Howard, Cedric Hardwicke, Nigel Playfair, Nigel Bruce e Binnie Barnes.

## Trama
Il finanziere Gustave Dupont ha rovinato moltissimi investitori con le sue azioni fasulle. Tre di questi - il professor Menard, il piccolo banchiere Pignolet e il pugile Welton - decidono di assumere il detective Albert Latour, un ex capitano dell'esercito, per svolgere indagini sul truffatore e vendicarsi di lui.
In effetti, anche Latour è fra gli investitori truffati, ed accetta volentieri l'incarico. Facendo uso di eccentrici travestimenti, Latour scopre che Dupont sta tentando di vendere le proprietà che appartengono alla moglie Helene. Decide allora di organizzare il rapimento della donna per estorcere a Dupont il denaro sottratto agli investitori. Si presenta quindi al finanziere travestito come professor Germond, un noto medico, e manifesta l'intenzione di acquistare la proprietà di Helene al doppio del prezzo che l'altro compratore aveva offerto.
Dupont invita il falso professor Germond a passare il weekend in casa sua, sperando di riuscire a convincere la moglie a firmare la cessione delle sue proprietà, ma Helene resiste. Il rapimento viene portato a termine ma la situazione si complica, perché Latour si è innamorato di Helene. Dopo averla costretta a scrivere una lettera al marito in cui lo implora di pagare il riscatto, Latour - sempre travestito da Germond - si presenta da Dupont e quando questi legge il messaggio, gli suggerisce di ingaggiare un detective per ritrovare la moglie: la scelta, ovviamente, cade sullo stesso Latour. Questa volta, Latour si presenta in casa di Dupont come se stesso e proprio quando ha finalmente convinto il finanziere ad aprire la cassaforte e sta per mettere le mani sul denaro, riappare Helene che è riuscita a fuggire dai rapitori.
Il piano di Latour sembra essere sfumato, ma ecco che fa la sua comparsa il vero professor Germond. Latour riesce a convincerlo che Dupont è impazzito ed ha sviluppato la mania di voler vendere la proprietà di sua moglie. Germond, per non contrariare il supposto pazzo, continua a sostenere la parte del compratore, e per scherzo firma un assegno per una cifra fantastica.
All'arrivo dei complici di Latour, che si spacciano per infermieri di un manicomio, Germond viene portato via. Helene questa volta accetta di cedere al marito la proprietà in cambio di una cospicua somma di denaro e della sua libertà. Latour ottiene finalmente l'indennizzo per sé e per i suoi compagni e l'amore della bella Helene.